# Mašrabija
Mašrabija (arabsko: مشربية‎), tudi shanshūl (شنشول) ali rūshān (روشان), je arhitekturni element, ki je značilen za tradicionalno arhitekturo v islamskem svetu in širše. V turščini se imenuje şahnişin, iz perzijščine in to je bilo prevzeto v grščino kot sachnisi.
Je vrsta štrlečega okna v zgornjih nadstropjih stavbe, zaprtega z izrezljano leseno mrežo, včasih obogateno z vitrajem. Tradicionalno so ga uporabljali za lovljenje vetra in pasivno hlajenje; vanj so postavili kozarce in posode z vodo, da so povzročili hlajenje z izhlapevanjem.
Uporabljali so ga od srednjega veka do 20. stoletja. Najpogosteje se uporablja na ulični strani stavbe; lahko pa se uporablja tudi interno na sahn - dvoriščni strani.
Izraz mašrabija se včasih uporablja za podobne rešetke drugje, na primer v tablinum v rimski arhitekturi.

## Etimologija
Izraz mašrabija izhaja iz triliteralnega korena Š-R-B, ki na splošno označuje pitje ali vpijanje. Za njegovo ime obstajata dve teoriji:
1. Pogostejša teorija je, da je izraz izpeljan iz arabske besede šaraba (kar pomeni piti), ker je bil prostor uporabljen za majhno leseno polico, kjer so bili shranjeni lonci s pitno vodo. Polica je bila obdana z lesom in nameščena pri oknu, da je ostala voda hladna. Kasneje se je ta polica razvijala, dokler ni postala del prostora s polnim ohišjem in obdržala ime kljub radikalni spremembi uporabe.
2. Manj pogosta teorija je, da je bilo ime prvotno mašrafija, in izhaja iz glagola šrafa, kar pomeni spregledati ali opazovati. Skozi stoletja se je ime počasi spreminjalo zaradi spremembe zvoka in vpliva drugih jezikov.

V nekaterih delih arabskega sveta je mašrabija lahko znana kot tarima, rūshān ali šanašel.

## Zgodovina
Izvor mašrabij je mogoče najti v koptskih cerkvah v Egiptu. Les, ki so ga uporabljali za mašrabije, so podedovali od starih Egipčanov, ki so les uporabljali za svoja vrata in za gradnjo strehe svojih hiš. Mašrabije, ki so ostale v mestih Bližnjega vzhoda, so bile večinoma zgrajene v poznem 19. stoletju in v začetku do sredine 20. stoletja, vendar so nekatere stare tristo do štiristo let. Ohranjen primer starodavne rezidence, ki vključuje mašrabijo, je Bayt al-Razzaz, dvonadstropni dvorec iz obdobja mamelukov v Kairu.
V Iraku so v 1920-ih in 1930-ih letih na načrte rešetke vplivala gibanja Art nouveau in Art déco tistega časa.
Mašrabije so skupaj z drugimi izrazitimi značilnostmi zgodovinske islamske arhitekture v prvih desetletij 20. stoletja rušili kot del programa modernizacije po vsem arabskem svetu. V Bagdadu so se člani umetniške skupnosti bali, da bo domača arhitektura trajno izgubljena in so sprejeli ukrepe za njihovo ohranitev. Arhitekt Rifat Chadirji in njegov oče Kamil sta fotografirala strukture in spomenike po Iraku in Savdski regiji ter izdala knjigo fotografij. Umetnica in učiteljica, Lorna Selim, je skicirala te zgradbe z njihovo dekorativno mašrabijo in svoje študente na Bagdadskem inštitutu za arhitekturo popeljala na ulice in obrežje Bagdada, da bi skicirala ljudske strukture, in ocenila njihov pomen. Takšne pobude so prispevale k ponovnemu zanimanju za tradicionalne prakse kot sredstva za izgradnjo trajnostnih bivališč v težkih podnebnih razmerah.

## Konstrukcija
Tradicionalno so hiše zgrajene iz nežgane ali žgane opeke ali kamna ali kombinacije. Lesene hiše niso priljubljene in jih skoraj ne najdemo. Višine stavb v mestnem okolju se gibljejo od dveh do petih nadstropij (čeprav lahko jemenske hiše dosežejo do sedem nadstropij) z mašrabijami na drugem nivoju in višje. Strehe so običajno zgrajene z lesenimi ali jeklenimi tramovi, med katerimi so območja zapolnjena z opeko v polobokanem slogu. Te tramove so razširili čez ulico, kar je povečalo tloris zgornjega nadstropja. Zgornje nadstropje je nato ograjeno z rešetkami in pokrito z lesom. Projekcija je konzola in ne nosi teže tradicionalnih gradbenih materialov.
Obstajajo različne vrste mašrabij, zasnova rešetke pa se razlikuje od regije do regije. Večina je zaprtih, kjer je rešetka obložena z vitraži in je del mašrabije zasnovan tako, da se odpira kot okno, pogosto drsno okno, da se prihrani prostor; v tem primeru je vsebovana površina del prostorov v zgornjem nadstropju, s čimer se poveča tloris. Nekatere mašrabije so odprte in niso obložene s steklom; mašrabija deluje kot balkon. Včasih je leseni del zmanjšan, zaradi česar je mašrabija podobna običajnemu pokritemu balkonu; ta tip se večinoma uporablja, če je hiša obrnjena proti odprti pokrajini, kot je reka, pečina pod njo ali preprosto kmetija, ne pa druge hiše.

## Pojavi
Mašrabije so se večinoma uporabljale v hišah in palačah, včasih tudi v javnih zgradbah, kot so bolnišnice, gostilne, šole in vladne zgradbe. Po navadi so povezane s hišami urbanih elitnih razredov. Najdemo jih večinoma v Mašriku – torej v vzhodnem delu arabskega sveta, nekaj vrst podobnih oken pa najdemo tudi v Magrebu (zahodni del arabskega sveta). Zelo razširjene so v Iraku, Iranu, Levantu, Hidžazu in Egiptu. V Basri, kjer so zelo razširjene, so znane kot šanaššel (ali šanašil) do te mere, da se Basra pogosto imenuje "mesto Šanašil". V Basri še vedno stoji približno 400 tradicionalnih stavb.
Na Malti so mašrabije precej pogoste, zlasti v gostih mestnih območjih (imenijejo jih  muxrabija). Običajno so narejene iz lesa in imajo steklena okna, obstajajo pa tudi različice iz kamna  ali aluminija. Morda bi lahko izvirale iz približno 10. stoletja med arabsko okupacijo otokov. Sodobna beseda za to v malteškem jeziku je gallarija, ki je italskega izvora. Malteške oblasti so jih leta 2016 priznale kot predhodnice ikoničnega zaprtega balkona [17] ali "gallarija" in so skupno 36 starodavnih mašrabij razglasile kot zaščitene 2. stopnje.

## Uporaba

### Družbena
Eden glavnih namenov mašrabije je zasebnost, bistveni vidik arabske in muslimanske kulture.   Z okna mašrabije lahko stanovalci dobijo dober pogled na ulico, ne da bi bili vidni.
Mašrabija je bila sestavni del arabskega življenjskega sloga. Običajno ljudje niso spali v nobeni od teh sob, temveč so vzeli svoje vzmetnice in se preselili na območja, ki so nudila največje udobje glede na letni čas: pozimi v mašrabijo (ali šanašil), spomladi na dvorišče ali v obokane kleti poleti.

### Okoljska
Leseni zaslon z okni, ki se odprejo, daje senco in ščiti pred vročim poletnim soncem, hkrati pa omogoča pretok hladnega zraka z ulice. Rešetke imajo običajno manjše odprtine v spodnjem delu in večje odprtine v višjih delih, zato je prepih nad glavo hiter in počasen v spodnjih delih. To zagotavlja znatno količino zraka, ki se premika v prostoru, ne da bi pri tem povzročal nelagodje. Klimatske lastnosti okna se običajno izboljšajo z namestitvijo posode z vodo na tem območju, kar omogoča hlajenje zraka z izhlapevanjem, ko prehaja čez posode.
Konzola mašrabije dosega več namenov: omogoča vstop zraka s treh strani, tudi če veter zunaj piha vzporedno s fasado hiše; služi ulici in soseski, saj vrsta načrtovanih mašrabij zagotavlja zavetje tistim na ulicah pred dežjem ali soncem. Senca v običajno ozkih ulicah ohladi zrak na ulici in povečala tlak v nasprotju z zrakom v sahnu, ki je odprt za sonce, zaradi česar je večja verjetnost, da bo zrak tekel proti sahnu skozi prostore hiše; mašrabija zagotavlja tudi zaščito in senco za okna v pritličju, ki so ravna in običajno nezaščitena.

### Arhitekturna
Ena od glavnih arhitekturnih prednosti je popravljanje oblike odtisa zemljišča. Zaradi vijugastih in nepravilnih ulic so pogosto tudi parcele nepravilne oblike, hiše pa so pravilne kvadratne in pravokotne oblike. To bi povzročilo nepravilne oblike nekaterih prostorov in ustvarilo mrtve vogale. Konzola omogoča popravo oblik prostorov v zgornjih nadstropjih in s tem izkoriščenost celotnega zemljišča. Prav tako poveča uporabni prostor brez povečanja velikosti parcele.
Na ulični strani so poleg svoje okrasne prednosti mašrabije služile kot ograditev od ulice in močnejšega človeškega posega.